# Околия
Околията е бивша административна единица в България установена в Търновската конституция (чл. 3) приета на 16 април 1879 г.

## Източна Румелия
На 14 април 1879 г. специалната европейска комисия, която според чл. 18 на Берлинския договор трябва да изработи Органически устав на Източна Румелия, приключва своята работа и нейните членове подписват документа. След утвърждаването му от султана той влиза в сила като основен правилник за устройството на областта. В административно отношение Източна Румелия се дели на 6 департамента (окръга) и 28 кантона (околии).

### Първи проект
Със Закона за административното деление на областта от 29 ноември 1879 г. 6-те департамента в Източна Румелия се подразделят на 28 околии, както следва.
- Татарпазарджишки департамент с център гр. Татар Пазарджик (дн. Пазарджик) – обхваща 5 околии:
  - Ихтиманска,
  - Копривщенска,
  - Татарпазарджишка,
  - Панагюрска и
  - Пещерска

- Пловдивски департамент – обхваща 6 околии:
  - Пловдивска,
  - Овчехълмска – със седалище с. Голямо Конаре (дн. гр. Съединение),
  - Стрямска – със седалище гр. Карлово,
  - Сърненогорска – със седалище с. (дн. гр. Брезово),
  - Конушка – със седалище гр. Станимака (дн. гр. Асеновград) и
  - Рупчоска – със седалище с. (дн. гр. Чепеларе)

- Хасковски департамент – обхваща 4 околии:
  - Хаджиелеска – със седалище гр. Хаджи Елес (дн. гр. Първомай),
  - Кърджалийска,
  - Хасковска и
  - Харманлийска

- Старозагорски департамент – обхваща 4 околии:
  - Старозагорска,
  - Чирпанска,
  - Казанлъшка и
  - Новозагорска

- Сливенски департамент – обхваща 5 околии:
  - Каваклийска – със седалище гр. Каваклии (дн. гр. Тополовград),
  - Сливенска,
  - Котелска,
  - Ямболска и
  - Къзълагашка – със седалище с. Къзъл агач (дн. гр. Елхово)

- Бургаски департамент – обхваща 4 околии:
  - Бургаска,
  - Карнобатска,
  - Айтоска и
  - Ахиолска – със седалище гр. Ахило (дн. гр. Поморие)

Този закон не е утвърден от Високата порта.

### Втори проект
На 6 ноември 1880 г. Областното събрание приема друг закон, който се различава от първия по това, че се закрива Копривщенската околия и се открива Сейменска околия - със седалище с. Сеймен (дн. гр. Симеоновград), в Старозагорския департамент. Същевременно се разместват и някои населени места от една околия в друга. Новият закон също не получава султанска санкция, но въпреки всичко Областното събрание го прилага.

## Княжество България
На 16 април 1879 г. в старата българска столица Търново, всичките 229 депутати в Учредителното народно събрание подписват първата конституция на Княжество България, която определя административното устройство на страната: „Територията административно се дели на окръжия, околии и общини“.
С решение на кабинета на министър-председателя Драган Цанков, утвърдено с Указ № 317 на княз Александър I Батенберг от 26 юни 1880 г., съществуващите в Княжество България 21 окръжия се разделят на 58 околии, както следва.
- Софийско окръжие – обхваща 5 околии със седалища:
  - гр. София,
  - гр. Златица,
  - гр. Самоков,
  - с. Искрец (дн. в община Своге) и
  - с. Новоселци (дн. гр. Елин Пелин)

- Орханийско окръжие – обхваща 2 околии със седалища:
  - гр. Орхание (дн. гр. Ботевград) и
  - гр. Тетевен

- Трънско окръжие – обхваща 3 околии със седалища:
  - гр. Цариброд (дн. гр. Димитровград, Сърбия),
  - гр. Трън и
  - гр. Брезник

- Кюстендилско окръжие – обхваща 4 околии със седалища:
  - гр. Радомир,
  - гр. Кюстендил,
  - гр. Дупница и
  - с. Извор (дн. в община Босилеград, Сърбия)

- Варненско окръжие – обхваща 3 околии със седалища:
  - гр. Варна,
  - гр. Хаджиоглу Пазарджик (дн. гр. Добрич) и
  - гр. Балчик

- Провадийско окръжие – обхваща 2 околии със седалища:
  - гр. Провадия и
  - с. Ново село (дн. гр. Дългопол)

- Шуменско окръжие – обхваща 3 околии със седалища:
  - гр. Шумен,
  - градец Нови пазар (дн. гр. Нови пазар) и
  - градец Преслав (дн. гр. Велики Преслав)

- Ескиджумайско окръжие – обхваща 2 околии със седалища:
  - гр. Ески Джумая (дн. гр. Търговище) и
  - гр. Осман пазар (дн. гр. Омуртаг)

- Разградско окръжие – обхваща 3 околии със седалища:
  - гр. Разград,
  - с. Голяма Кокарджа (дн. с. Голям Поровец - в община Исперих) и
  - с. Попово (дн. гр. Попово)

- Силистренско окръжие – обхваща 3 околии със седалища:
  - гр. Силистра,
  - с. Хас кьой (дн. с. Добротица - в община Ситово) и
  - с. Базаурт (сборно село, което съществува до 1940 г., чиито съставни селища са с. Малък Базаурт – дн. с. Житница в Добричка селска община, с. Среден Базаурт - дн. с. Тянево в Добричка селска община, с. Голям Базаурт – преименувано на с. Горско през 1942 г. и заличено през 1969 г. поради изселване на населението му)

- Русенско окръжие – обхваща 4 околии със седалища:
  - с. Балбунар (дн. гр. Кубрат),
  - гр. Тутракан,
  - гр. Русе и
  - с. Бяла (дн. гр. Бяла)

- Търновско окръжие – обхваща 6 околии със седалища:
  - гр. Търново (дн. гр. Велико Търново),
  - гр. Елена,
  - с. Кесарево (дн. в община Стражица),
  - с. Куцина (дн. в община Полски Тръмбеш),
  - градец Сухиндол (дн. гр. Сухиндол) и
  - гр. Трявна

- Свищовско окръжие – обхваща 1 околия със седалище гр. Свищов

- Севлиевско окръжие – обхваща 2 околии със седалища:
  - гр. Габрово и
  - гр. Севлиево

- Ловешко окръжие – обхваща 3 околии със седалища:
  - гр. Ловеч,
  - гр. Троян и
  - градец Дерманци (дн. с. Дерманци в община Луковит)

- Плевенско окръжие – обхваща 2 околии със седалища:
  - гр. Плевен и
  - гр. Никопол

- Вратчанско окръжие във Вратца (дн. гр. Враца) – обхваща 2 околии със седалища:
  - гр. Вратца (дн. гр. Враца) и
  - с. Камено поле (дн. в община Роман)

- Ореховско окръжие – обхваща 2 околии със седалища:
  - гр. Орехово (дн. гр. Оряхово) и
  - градец Бела Слатина (дн. гр. Бяла Слатина)

- Берковско окръжие – обхваща 2 околии със седалища:
  - с. Голяма Кутловица (дн. гр. Монтана) и
  - гр. Берковица

- Ломско окръжие – обхваща една околия със седалище гр. Лом

- Видинско окръжие – обхваща 3 околии със седалища:
  - гр. Видин,
  - гр. Кула и
  - гр. Белоградчик

На следващата година броят на окръжията в княжеството намалява до 14, а през 1884 г. се възстановява статутът на стари 3 окръжия.

## След Съединението
От 1885 г. до 1947 г. околията е второстепенна административно-териториална единица след първостепенната единица (окръжие, окръг, област). През 1947 г. в Народна република България се закриват областите и като първостепенна административно-териториална единица остават 102 околии, от които 7 са градски: София, Пловдив, Стара Загора, Бургас, Варна, Русе и Плевен.
През 1959 г. НРБ се разделя на 30 окръга, като се премахват околиите – градски и селски (общо 117 на брой). През 1964 г. с Указ 244 на Президиума на Народното събрание (обнародван и влязъл в сила едновременно със Закона за изменение на Закона за народните съвети, обн., ДВ, бр. 47 от 16.06.1964 г.) окръзите Пловдив-град и Варна-град са премахнати и до 1987 г. броят на окръзите се установява на 28.